# Methylendioxypyrovaleron
Methylendioxypyrovaleron (MDPV) ist ein Stimulans aus der Klasse der Cathinone und wirkt als potenter Noradrenalin-Dopamin-Wiederaufnahmehemmer mit kokainähnlicher Charakteristik. MDPV zählt zu den neuen psychoaktiven Substanzen und ist unter den Szenenamen Flex, Flakka, Cloud Nine, Monkey Dust, MTV, Magic, Super Coke und Peevee bekannt. Es ist ein häufiges Streckmittel für Kokain, Ecstasy und Amphetamin. Der Umgang mit der Substanz ist in vielen Staaten gesetzlich reguliert. MDPV verursacht oxidativen Stress.

## Geschichte
Die Substanz wurde in den 1960er Jahren von der Pharmafirma Boehringer Ingelheim entwickelt und auf ihre Wirksamkeit zur Behandlung von Erschöpfungszuständen geprüft (vergleiche Pyrovaleron). Nachdem sich in präklinischen Tests unerwünschte Nebenwirkungen wie Suchtverhalten gezeigt hatte, wurde die Entwicklung eingestellt. 
In Japan wurde die Substanz im Jahr 2006 gefunden, in Sachsen wurde im Jahr 2007 eine Lieferung reinen MDPVs aus China beschlagnahmt. Die Droge hat seit 2010 große Verbreitung gefunden, insbesondere in den USA. Produkte, welche MDPV und verwandte neue psychoaktive Substanzen enthielten, wurden über öffentliche Verkaufsstellen (z. B. Smartshops) vertrieben. Diese Produkte werden der Rubrik mit der Tarnbezeichnung „Badesalz“ zugeordnet. Verkauft wurde bzw. wird per Internet-Versand sowie Ladenverkauf. Die Angaben zu den Inhaltsstoffen sind auf den Verpackungen derartiger Produkte unzureichend oder gänzlich irreführend.
Die ersten beiden Berichte in der medizinischen Fachliteratur über einen durch MDPV verursachten Todesfall ohne erkennbare Sekundärfaktoren stammen aus den Jahren 2012 und 2013. Danach wurden nur selten weitere Todesfälle berichtet.

## Wirkung
MDPV gehört zur Wirkstoffgruppe der Stimulanzien mit folgenden spürbaren Effekten:
- Physisch: erhöhter Herzschlag, erhöhter Blutdruck, Gefäßverengung, Schwitzen
- Psychisch: starke Paranoia, erhöhte Wachsamkeit und Aufmerksamkeit, Unterdrückung der Müdigkeit, erhöhte geistige Erregung, Farbintensivierung, Übelkeit, Unruhe und Ruhelosigkeit sowie unterdrückter Appetit.

Die Effekte halten etwa drei bis vier Stunden an. Als Nachwirkungen treten Herzrasen, Bluthochdruck sowie eine leichte Stimulation auf, die sechs bis acht Stunden anhält. Bei höheren Dosierungen wurden intensive Panikattacken bei Konsumenten beobachtet, die eine Intoleranz gegenüber Stimulanzien aufweisen. Außerdem wurde von schlafmangelbedingten Psychosen sowie Suchtverhalten bei hoher Dosierung oder regelmäßiger Anwendung berichtet. MDPV ist darüber hinaus als Aphrodisiakum bekannt, das bei korrekter Dosierung der Wirkung des Methamphetamins (bekannt als Crystal Meth) nahe kommt. Beim Konsum entsteht zwar ein Drang zum Nachdosieren, der dann aber oft durch die unangenehmen Nebenwirkungen begrenzt wird, die bei stärkerer Dosierung auftreten.
Es gibt Fallberichte von Nieren- und Leberversagen sowie Rhabdomyolyse.

## Pharmakologie
Die Bioverfügbarkeit von Methylendioxypyrovaleron ist hoch. Die Wirkungen und Nebenwirkungen dieser chiralen Verbindung gehen hauptsächlich vom S(+)-Enantiomer aus. Dieses wirkt an den Transportern für Dopamin und Noradrenalin als Wiederaufnahmehemmer mit einer EC50 von 2 nM bzw. 10 nM. Zusätzlich wirkt MDPV als Dopaminausschütter.

### Metabolismus
Die Hauptmetaboliten entstehen durch Spaltung und Entfernung der Methylengruppe am Benzodioxol. Dabei entsteht eine Verbindung mit catecholischer Teilstruktur, die zum Teil 3'-O-methyliert wird. Darüber hinaus wurden zahlreiche weitere Metabolite gefunden. Eine wesentliche pharmakologische in vivo Aktivität konnte bei ihnen nicht festgestellt werden.

## Toxikologie
MDPV verursacht oxidativen Stress. Dieser geht einher mit der Erschöpfung von Glutathion-Reserven, mitochondrialer Dysfunktion und der Störung der innerzellulären Homöostase der Calciumionenkonzentration. Dies führt zum Zelltod durch Apoptose. Initiator- und Effektor-Caspasen werden dabei aktiviert. Die toxischen Effekte werden durch Hyperthermie verstärkt.
Unreines MDPV kann Bromidionen enthalten. Bei der Synthese von MDPV wird üblicherweise mit Brom gearbeitet und es entstehen bromhaltige organische Zwischenverbindungen. Bei unzureichender Reinigung bleibt Brom als Rückstand im Endprodukt erhalten. Die kumulative Vergiftung ist als Bromismus bekannt.

## Behandlung bei Überdosierung
Zur Notfallbehandlung von Bluthochdruck und Tachykardie wurden duale α/β-Adrenozeptorantagonisten vorgeschlagen. Alleinige Gabe reiner Alphablocker ist nicht zu empfehlen. Auch gegenüber reiner Betablockade ist Vorsicht geboten. Agitiertheit und Krämpfe können mit Benzodiazepinen (z. B. Lorazepam) behandelt werden. Die Verabreichung von Dopaminantagonisten wie Haloperidol wurde beschrieben. Hyperthermie kann mit Kühlung begegnet werden.

## Rechtslagen
Am 26. Juli 2012 wurde es in Anlage II des Betäubungsmittelgesetzes aufgenommen und war damit ein verkehrsfähiges, nicht verschreibungsfähiges Betäubungsmittel.
In der Schweiz wurde MDPV mit Inkrafttreten der revidierten Betäubungsmittelverordnung von Swissmedic am 1. Dezember 2010 dem Betäubungsmittelgesetz unterstellt und somit ab diesem Zeitpunkt illegal. Einfuhr, Besitz, Vertrieb etc. werden nach dem Betäubungsmittelgesetz geahndet.
In Großbritannien ist MDPV als Class B drug eingestuft. Handel, Erwerb und Besitz sind daher illegal, sofern keine Lizenz vorliegt.
In Australien ist die Substanz zwar legal, wird aber vermehrt von den Behörden beschlagnahmt.
MDPV wird auch in Finnland, Dänemark und Schweden spezifisch als Betäubungsmittel eingestuft. In Schweden wurde ein 33-jähriger Mann wegen des Besitzes von 250 g MDPV, die er erworben hatte, als der Umgang mit der Substanz noch nicht unter Strafe gestellt war, zu sechs Jahren Gefängnis verurteilt. In den USA haben mehrere Staaten ein MDPV-Verbot umgesetzt.
Am 25. September 2014 hat die EU unter anderem MDPV verboten. Die Herstellung und der Verkauf der Substanz ist damit seit Umsetzung des Beschlusses 2014/688/EU in nationales Recht untersagt.